# Schönebecker Straße 8

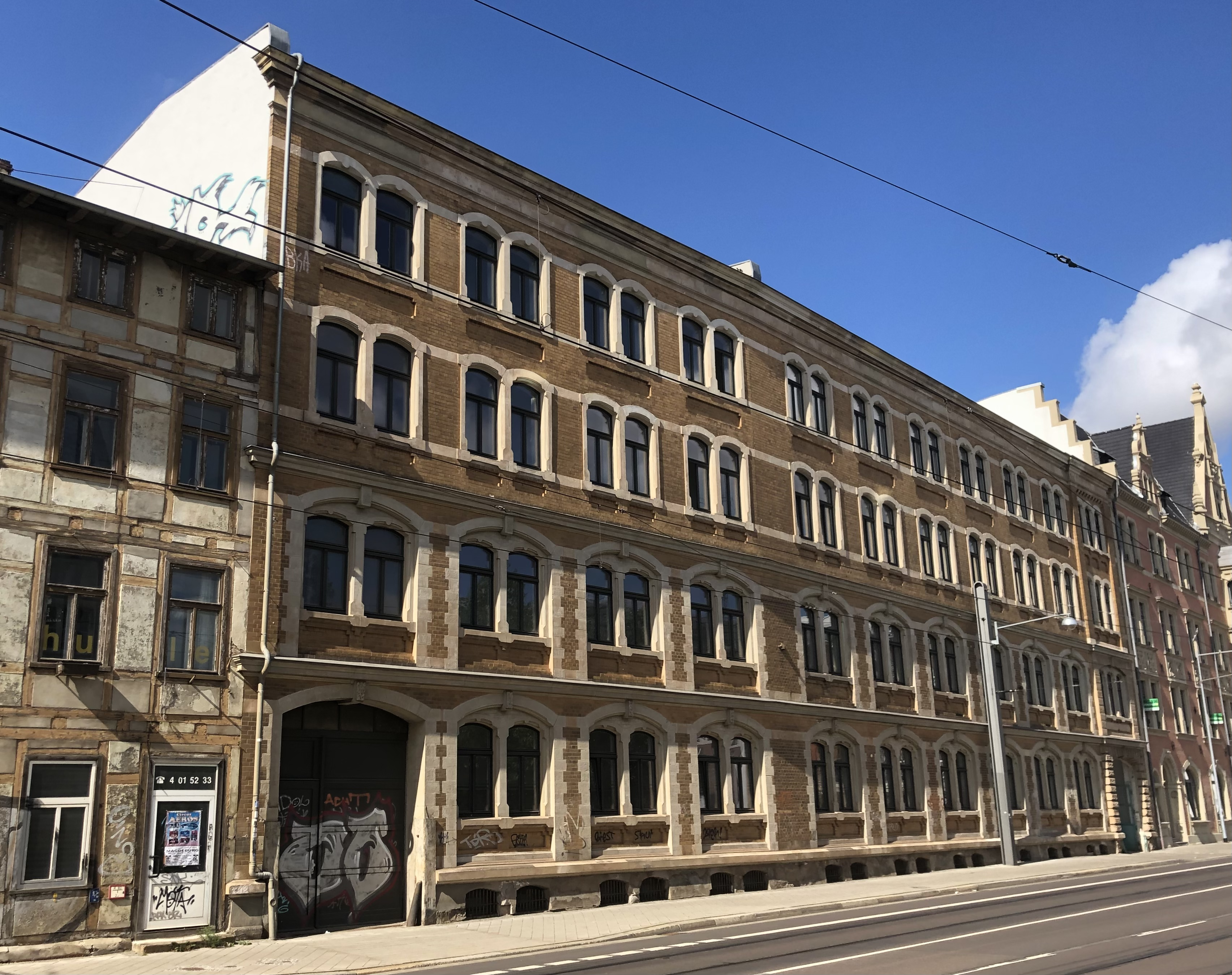
Schönebecker Straße 8 in Magdeburg, 2022

Die Schönebecker Straße 8 ist ein denkmalgeschütztes Verwaltungsgebäude in Magdeburg in Sachsen-Anhalt.

## Lage
Der Bau steht traufständig auf der Südseite der Schönebecker Straße im Magdeburger Stadtteil Buckau. Östlich grenzt das gleichfalls denkmalgeschützte Haus Schönebecker Straße 7, westlich die Schönebecker Straße 9 an.

## Architektur und Geschichte
Das viergeschossige aus Ziegeln errichtete Gebäude entstand im Jahr 1894 im Stil der Neorenaissance. Es diente als Verwaltungsgebäude für die Fabrik Schäffer & Budenberg, die im Umfeld beiderseits der Schönebecker Straße ansässig war. Der Bau hat eine schlossähnliche Erscheinung. Die Fenster des langgestreckten 23-achsigen Baus sind jeweils paarweise, ganz rechts zu dritt angeordnet. Die Fenster sind jeweils durch Segmentbögen überspannt. Links und rechts außen befinden sich Tordurchfahrten, die rechte ist dabei durch einen flachen Risaliten betont. Vermutlich war ursprünglich eine Bekrönung der Mittelachse und der Seitenachsen durch halbrunde Giebel geplant, die jedoch entweder nicht ausgeführt oder später wieder entfernt wurden. 
Im örtlichen Denkmalverzeichnis ist das Wohnhaus unter der Erfassungsnummer 094 76729 als Baudenkmal verzeichnet.
Das Gebäude ist mit den beiden Nachbarhäusern Teil eines gründerzeitlichen Straßenzuges. Es gilt als Beispiel für den zeitgenössischen architektonischen Ausdruckswillen Großindustrieller.